# Philibert Babou
Philibert Babou (* um 1484; † September 1557), Seigneur de Givray et de La Bourdaisière etc., war Surintendant des Finances unter König Franz I.

## Leben
Philibert Babou war der Sohn von Laurent Babou († vor 1504), Seigneur de Givray, und Françoise Rat († um 1543). Am 28. April 1510 heiratete er in Tours Marie Gaudin (* um 1495, † 1580), die Tochter des in Tours lebenden Victor Gaudin, Seigneur de Thuisseau et de La Bourdaisière und Finanzier der französischen Königin Anne de Bretagne († 1510) und Bürgermeister von Tours, und Agnès Morin.
Marie Gaudin, die als schönste Frau ihrer Zeit galt, wurde die „Favoritin“ (im Sinne einer inoffiziellen Mätresse) von Franz I. (* 1494, König 1515–1547), die (wesentlich später) mit ihren drei Töchtern „die Gnaden des Königs“ teilte. Auf dieser Beziehung und den sich daraus ergebenden Ämtern und Zuwendungen beruht der sich bald einstellende Reichtum des Paares: 1520 entschieden Marie Gaudin und Philibert Babou, das aus dem 14. Jahrhundert stammende Château de La Bourdaisière neu zu bauen. Philibert Babou wurde 1521 Bürgermeister von Tours, 1523 Trésorier de France et de l’Épargne du Roi, 1524 Surintendant des Finances sowie 1544 Maître de l’Hôtel du Roi und Mitglied im Conseil Privé des Königs. Parallel dazu wurde der Grundbesitz des Paares über den ererbten Besitz hinaus wesentlich erweitert, darunter vor allem Montlouis-sur-Loire (1521) und Schloss Clos Lucé, das bis zu dessen Tod 1519 von Leonardo da Vinci bewohnt worden war.
Nach Michaud hatten Marie Gaudin und Philibert Babou drei Töchter, ebenfalls „von großer Schönheit“, die als Modell für die Darstellung der „drei Marien“ auf einem „Enterrement du Christ“ zu einem Grabmal in der Schlosskapelle Notre-Dame-de-Bon-Désir von La Bourdaisière dienten (sehr wahrscheinlich das Grabmal Philibert Babous), bei der Marie Gaudin die Jungfrau Maria darstellte. Die Gründung der Kapelle fand am 15. April 1544 statt, Philibert Babou legte in seinem Testament am 9. September 1557, kurz vor seinem Tod, fest, dass er hier bestattet werden wolle, Marie Gaudin erklärte dies 1564. Die Grabmäler der Familie wurden vor dem Abriss der Kapelle 1780 entfernt, die „Grablegung“ befand sich dann ab 1863 in der Kirche Saint-Denis in Amboise.

## Familie
Philibert Babou und Marie Gaudin hatten acht Kinder:
- Jean Babou de La Bourdaisière (1511–11. Oktober 1569), Seigneur de La Bourdaisière et de Thuisseau, Baron de Sagonne (erworben 1542), Maître-général de l’Artillerei de France, Staatsrat; ⚭ (Ehevertrag Blois 6. Dezember 1539) Françoise Robertet (1519–1580), Tochter des Ministers Florimond I. Robertet, Dame d’Alluyes in der Provinz Perche-Gouët, Dame de Sagonne, Ehrendame der französischen Königinnen Katharina von Medici, Maria Stuart und Louise de Lorraine-Vaudémont
- Jacques Babou de La Bourdaisière (1512–24. Dezember 1532), 1528 Bischof von Angoulême
- Philibert Babou de La Bourdaisière (um 1513–25. Januar 1570), 1533 Bischof von Angoulême, 4. März 1561 Kardinal, 1563 Bischof von Auxerre, königlicher Gesandter in Rom
- Léonor Babou de La Bourdaisière, 1557 Panetier du roi
- Claude Babou de La Bourdaisière († 1590); ⚭ 2. November 1534 in Tours, Nicolas Popillon, Baron de Châtel-Montagne († vor 1576), Lieutenant du Gouvernement de Bourbonnais
- François Babou de La Bourdaisière
- Marie Babou de La Bourdaisière; ⚭ (Ehevertrag 10. Mai 1542) Bonaventure Gillier († nach 1581), Baron de Marmande
- Antoinette Babou de La Bourdaisière; ⚭ 10. Mai 1542 René Ligneris, Seigneur d’Azay et d’Auge, X 19. Dezember 1562 in der Schlacht bei Dreux
- Anne Babou de La Bourdaisiére, Äbtissin von Beaumont-lès-Tours

## Weblink
- Etienne Pattou, Famille Babou de La Bourdaisière (online, abgerufen am 6. Juli 2019)